# Stane Jarm
Stane Jarm, slovenski kipar, grafik in pedagog, * 31. oktober 1931, Osilnica, † 1. oktober 2011, Ljubljana.

## Življenje
Akademski kipar Stane Jarm je bil rojen v družini z rezbarsko – podobarsko tradicijo. Po končani osnovni šoli v Osilnici leta 1946 s sestrino pomočjo opravi sprejemne izpite na srednji šoli za umetno obrt v Ljubljani. Šolanje je nadaljeval na ALU, kjer je med letoma 1950 in 1954 študiral kiparstvo pri prof. Zdenku in Borisu Kalinu. Po diplomi se je vpisal na kiparsko specialko in jo leta 1956 uspešno zaključil pri prof. Zdenku in Borisu Kalinu.

## Delo
Po končanem šolanju se je preselil v Kočevje, kjer je bil do upokojitve leta 1995 zaposlen kot likovni pedagog. Poučeval je likovno vzgojo na osnovni šoli in hkrati več let umetnostno zgodovino na kočevski gimnaziji. Skupaj z Ivanom Brudarjem in Milošem Humekom je bil soustanovitelj Likovnega salona Kočevje.
Kot ustvarjalec je bil aktiven na področju kiparstva, grafike in risbe. Sodeloval je na številnih likovnih srečanjih – kolonijah, skupinskih razstavah doma in v tujini ter kiparskih simpozijih. Je avtor šestnajstih javnih spomenikov v Sloveniji. 
Širši javnosti je znan po ekspresionističnih upodobitvah Križanega in križevih potov. Njegova dela hranijo v zasebnih in javnih zbirkah. Nekaj del je zbranih v galeriji, ki jo je Jarm uredil v svoji rojstni hiši v Osilnici.

### Najbolj znane stvaritve
- Deklica s piščalko- bronasti kip, ulit leta 1959, postavljena na robu vodnjaka šele leta 1963 v Kočevju in po poškodbah zaradi vandalizma ponovno postavljena leta 1996 po načrtu arhitekta Bruna Urha.
- Grb mesta Kočevje, ki je nastal leta 1971
- Portreti narodnih herojev v parku narodnih herojev v Kočevju iz leta 1973.
- Spomenik 9. slovenski narodnoosvobodilni brigadi
- Učilna zidana, skulptura iz leta 1973
- kip rudarja iz leta 1978 v spomin na kočevski rudnik rjavega premoga
- Gozdna nevesta iz leta 1984
- Dekle z mačko v Mačkovcu 1988
- likovna oprema župnijske cerkve v Šentjerneju
- likovna oprema župnijske cerkve Kristusa Odrešenika v Novi Gorici
- Koprivnik pri Kočevju, likovna oprema podružne cerkve sv. Jakoba Starejšega
- Kovor pri Tržiču, likovna oprema župnijske cerkve sv. Janeza Krstnika
- Škofljica, likovna oprema v župnijski cerkvi sv. Cirila in Metoda
- likovna oprema na kočevskem pokopališču, velik del uničen
- spomenik vojnim žrtvam v Osilnici
- 16 Jarmovih skulptur v parku na Marofu
- poprsje skladatelja Jakoba Petelina Gallusa pri ribniškem gradu
- spominsko obeležje padlim dijakom kočevske gimnazije v gimnazijski stavbi
- likovna oprema poslopja OŠ Zbora odposlancev, Kočevje
- Molitev gozda (1993)
- Križev pot v Kočevskem rogu 1998, ki ga sestavlja 15 lesenih skulptur in je spomenik tragičnim dogodkom po drugi svetovni vojni v Kočevskem Rogu.
- Jezus na križu pred cerkvijo svetega Štefana v Ribnici na Dolenjskem.
- Žalujoče matere, pevski zbor in obešenec v parku kulturnikov v Ribnici.
- Številni leseni kipi po slovenskih cerkvah
- kip svetega apostola Jerneja v kočevski župnijski cerkvi sv. Fabijana in Sebastijana

## Priznanja in nagrade
Leta 1964 je prejel nagrado Prešernovega sklada, leta 1988 pa Šeškovo nagrado za življenjsko delo. Leta 2000 je postal častni občan Občine Kočevja, leta 2007 pa še častni občan Občine Ribnice. Leta 2001 je dobil Odličje sv. Cirila in Metoda, ki ga podeljuje Slovenska škofovska konferenca. Leta 2012 je bil kot prvi nagrajen s Priznanjem Občine Kočevje Deklica s piščalko Občine Kočevja.  